# La dictadura derrotada
A Ditadura Derrotada (La dictadura derrotada) es el tercer volumen de una serie de cuatro entregas sobre la dictadura militar en Brasil, escrito por el periodista Elio Gaspari. 

## Contenido
La obra narra la vida de Ernesto Geisel (el sacerdote) y Golbery do Couto e Silva (el hechicero), el vínculo que les llevó al poder (como presidente y jefe de la Oficina Civil, respectivamente) y la formación de su gobierno hasta las elecciones en 1974 (en el que la oposición alcanzó una amplia victoria).
La primera parte del libro, subtitulada O sacerdote e o feiticeiro (El sacerdote y el hechicero), delinea las biografías de Geisel y del general Golbery do Couto e Silva, la segunda trata del retorno de Geisel al gobierno tras un corto periodo de apartamiento del poder, finalizando con el desarrollo del gobierno militar hasta la inesperada derrota del partido oficial, el ARENA, en 1974 por la oposición reunida en el Movimiento Democrático Brasileño (MDB)